# Lancia Aurelia
Lancia Aurelia är en personbil, tillverkad av den italienska biltillverkaren Lancia mellan 1950 och 1958. Huvuddelen av produktionen bestod av sedan-modeller, men det är Pininfarinas coupé B20 som gjorde modellen känd. B20 räknas som den första Gran turismo-bilen.
Aurelian efterträddes av Lancia Flaminia.

## Bakgrund
Aurelian var Lancias första efterkrigskonstruktion. Chefskonstruktör var Vittorio Jano, som kommit till företaget från Alfa Romeo 1937. Han blandade traditionell Lancia-teknik med det allra senaste. Självbärande kaross, V-motor och teleskoprörsfjädring fram var egenskaper som funnits på alla Lancia-bilar sedan Lambda-tiden. Bakvagnen hade lösningar som man dittills bara använt för avancerade tävlingsbilar. Bilen hade transaxel, det vill säga koppling och växellåda satt monterade bak vid slutväxeln. Även bromstrummorna satt monterade inne vid slutväxeln. Växellådan var fyrväxlad, med rattspak. Tvådörrarsmodellerna kunde levereras med golvspak mot beställning. Drivaxlarna var fyrledade och den individuella hjulupphängningen hade snett bakåtriktade triangellänkar och skruvfjädrar. Bakvagnen var inte dimensionerad för att hantera den med tiden allt högre motoreffekten, med svår överstyrning som följd. Därför infördes en De Dion-axel med längsgående bladfjädrar fr o m fjärde serien.
Lancia räknade inte årsmodeller, utan bilen tillverkades i serier varefter olika förbättringar infördes:
- Första serien, tillverkad mellan 1950 och 1951. Tidiga bilar har 1800 cc-motor, senare tillkommer 2000 cc-motor.
- Andra serien, tillverkad mellan 1951 och 1953. Bättre bromsar och ny instrumentbräda.
- Tredje serien, tillverkad mellan 1953 och 1954. Sedanen får 2300 cc-motor, B20 2500 cc-motor, fenorna bak på karossen försvinner.
- Fjärde serien, tillverkad mellan 1954 och 1956. De Dion-axel bak, B24 Spider introduceras.
- Femte serien, tillverkad mellan 1956 och 1957. Endast tvådörrarsvagnar tillverkas nu, förbättringar på kardanaxel och växellåda, B24 Spider ersätts av B24 cabriolet.
- Sjätte serien, tillverkad mellan 1957 och 1958. Lägre motoreffekt men högre vridmoment för bättre körbarhet, mindre modifieringar av karossen.

## Motor
Motorn var bilvärldens första serieproducerade sexcylindriga V-motor. Block och toppar var av aluminium. Kamaxeln låg centralt placerad mellan cylinderbankarna och påverkade ventilerna via stötstänger.
| Variant     | Produktionsår | Cylindervolym | Effekt |
| ----------- | ------------- | ------------- | ------ |
| B10,B50,B51 | 1950-53       | 1754 cm³      | 56 hk  |
| B21,B53     | 1951-53       | 1991 cm³      | 70 hk  |
| B15         | 1951-53       | 1991 cm³      | 64 hk  |
| B20         | 1951-53       | 1991 cm³      | 80 hk  |
| B22         | 1952-53       | 1991 cm³      | 90 hk  |
| B12,B55,B56 | 1954-55       | 2266 cm³      | 87 hk  |
| B20,B24     | 1953-57       | 2451 cm³      | 118 hk |
| B20,B24     | 1957-58       | 2451 cm³      | 110 hk |

## B10/ B21/B22/B12
Den första Aurelian som introducerades var sedan-versionen. B22, från andra serien, hade en toppfart om 160 km/tim. Totalt tillverkades 12 705 sedaner mellan 1950 och 1955. Hjulbasen är 2,86 m.

## B15
B15 är en sjusitsig version av sedanen. Karossen var tung och den svaga motorn gjorde modellen långsam. Den tillverkades i endast 81 exemplar mellan 1951 och 1953. Hjulbasen är 3,25 m.

## B20
Coupé-versionen B20 var resultatet av det samarbete mellan Lancia och Pininfarina som pågått alltsedan grundarnas, Vincenzo Lancia och Battista ”Pinin” Farina, tid. B20 introducerade en helt ny biltyp, Gran turismon, men var även den framgångsrik i motortävlingar. Produktionen uppgick till 731 exemplar av första och andra serien med tvålitersmotor och 3 141 exemplar med 2,5-litersmotor fr o m tredje serien. Hjulbasen är 2,66 m.

## B24
B24 är en öppen, tvåsitsig modell, formgiven av Pininfarina, som introducerades med fjärde serien 1954. Fjärde seriens B24 Spider hade panoramavindruta, löstagbara sidorutor, tunn sufflett och rudimentära stötfångare. Den ersattas till femte serien av en mer modest B24 cabriolet med normal vindruta, riktiga sidorutor och bättre sufflett. Till sjätte serien flyttades bensintanken från sin plats bakom sittbrunnen till bagagerummet. Spidern tillverkades i 240 exemplar, cabrioleten i 521 exemplar. Hjulbasen är 2,45 m.

## B50/B51/B53/B55/B56
Lancia tillverkade även rullande chassier för fristående karossmakare, såsom Pininfarina, Vignale och Ghia. Tekniken kom från sedan-versionen och totalt tillverkades 778 chassin mellan 1950 och 1955.

## Motorsport
Fastän motorn var svag hade Aurelian tillräckliga prestanda för att bli en vinnarbil i det tidiga 1950-talets motorsport. Till de främsta framgångarna hör:
- Andra plats i Mille Miglia 1951
- Klasseger på Le Mans 24-timmars 1951
- Seger i Targa Florio 1952
- Seger i Monte Carlo-rallyt 1954

## Lancia Aurelia i seriernas värld
I Tintins äventyr, Det hemliga vapnet får Tintin och Kapten Haddock skjuts med italienaren Arturo Benedetto Giovanni Giuseppe Pietro Archangelo Alfredo Cartoffoli som kör en röd Lancia Aurelia.

## Bilder

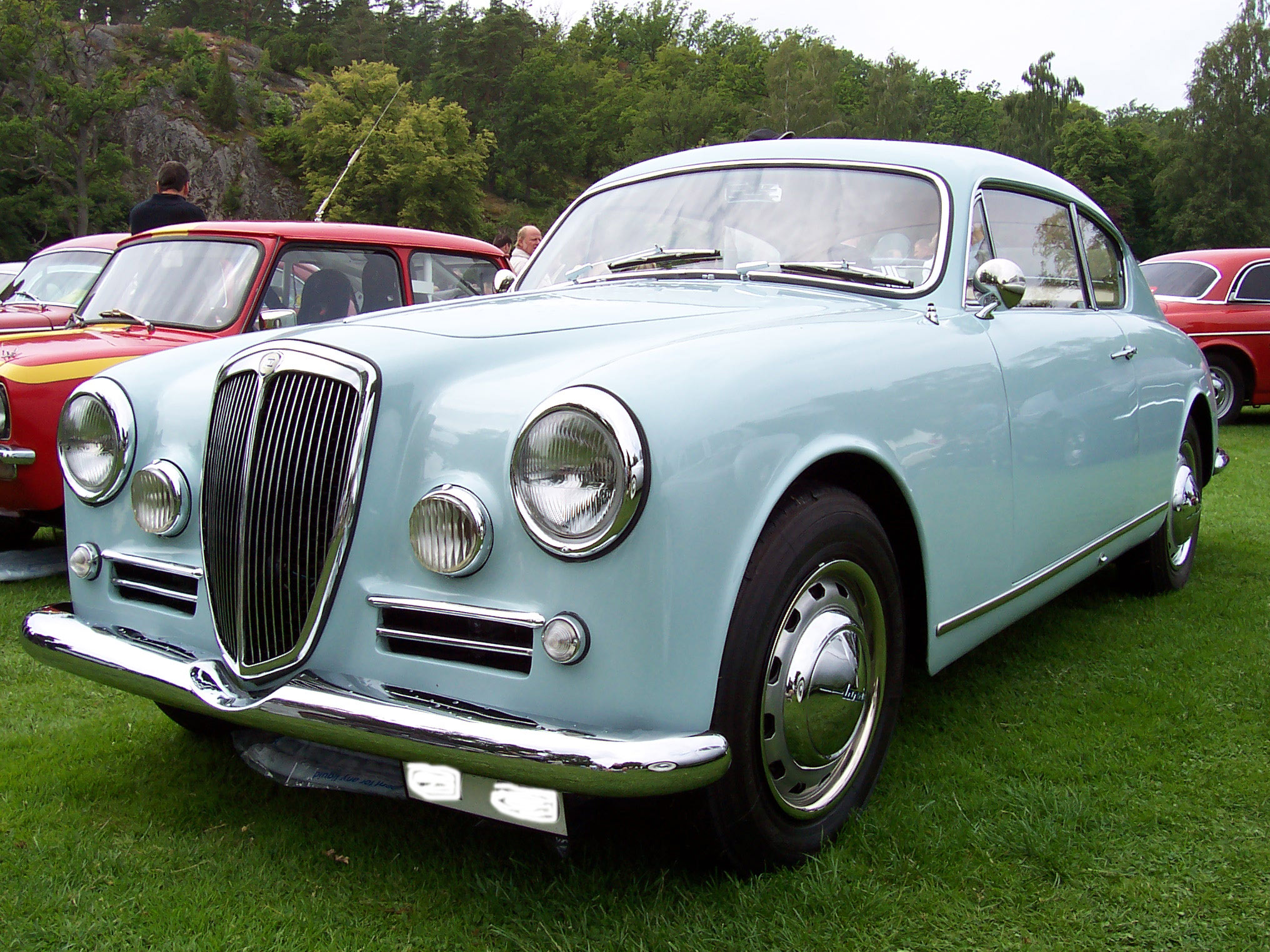
B20 Coupé
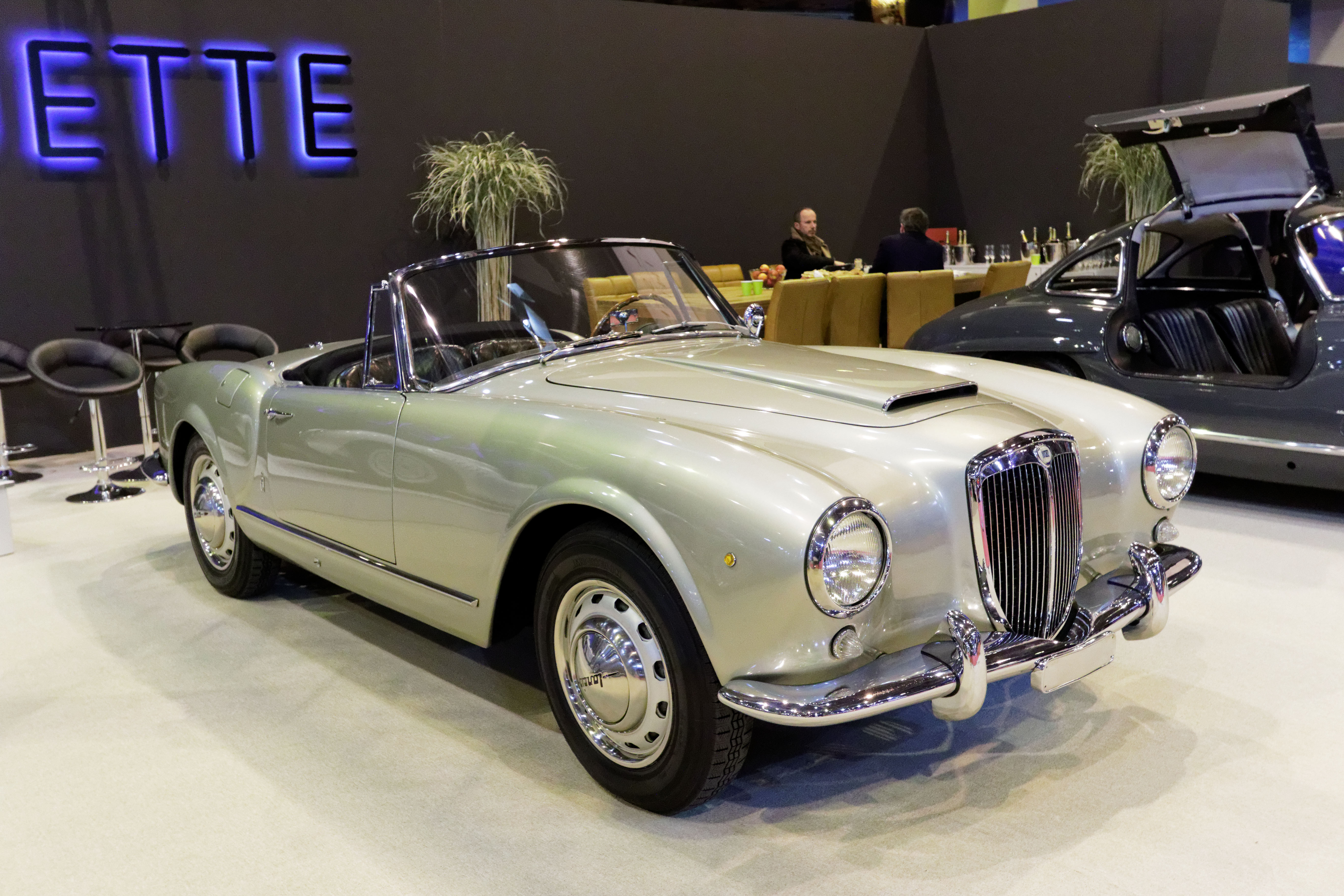
B24 Cabriolet
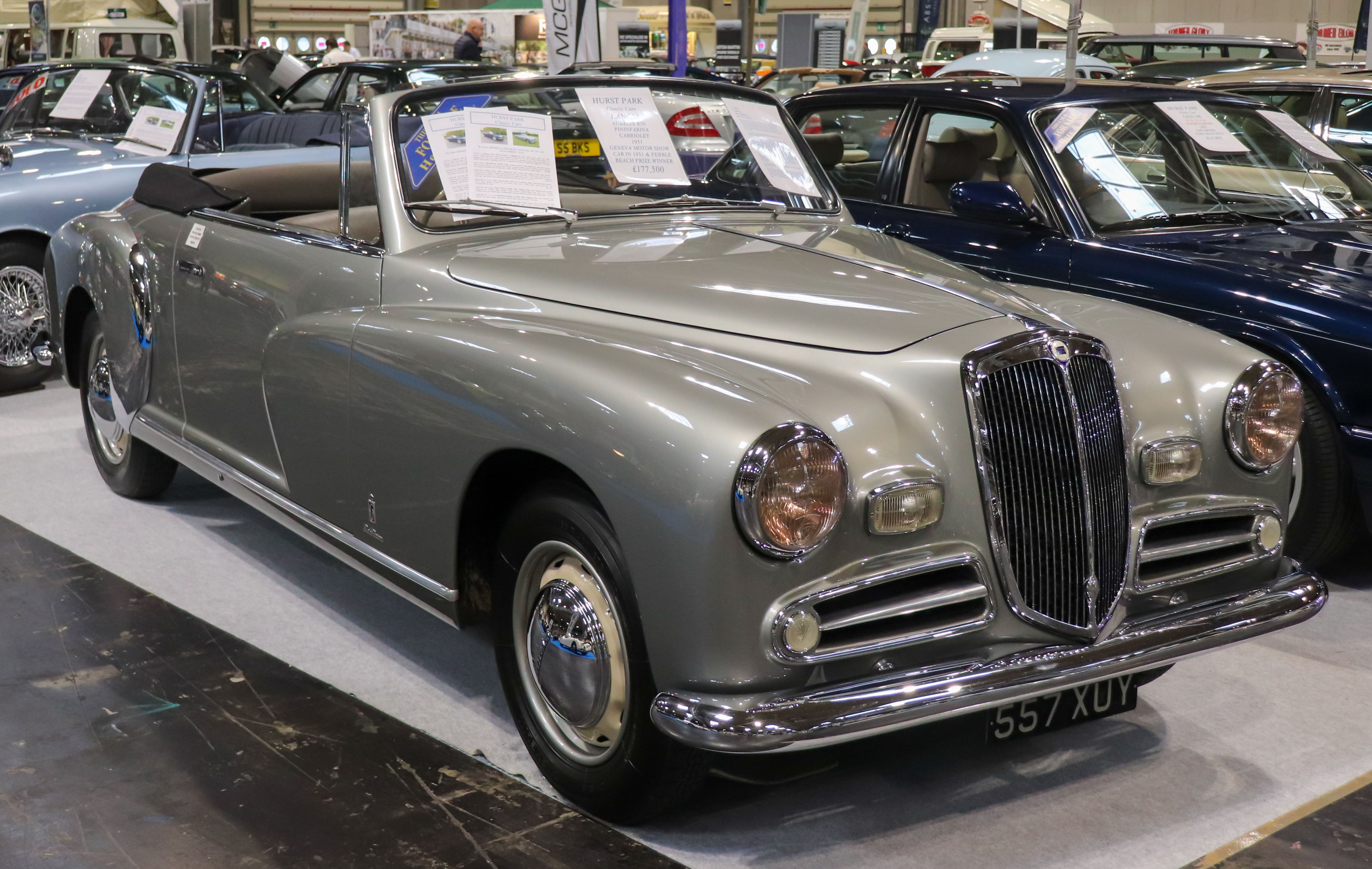
B50 Cabriolet Pininfarina
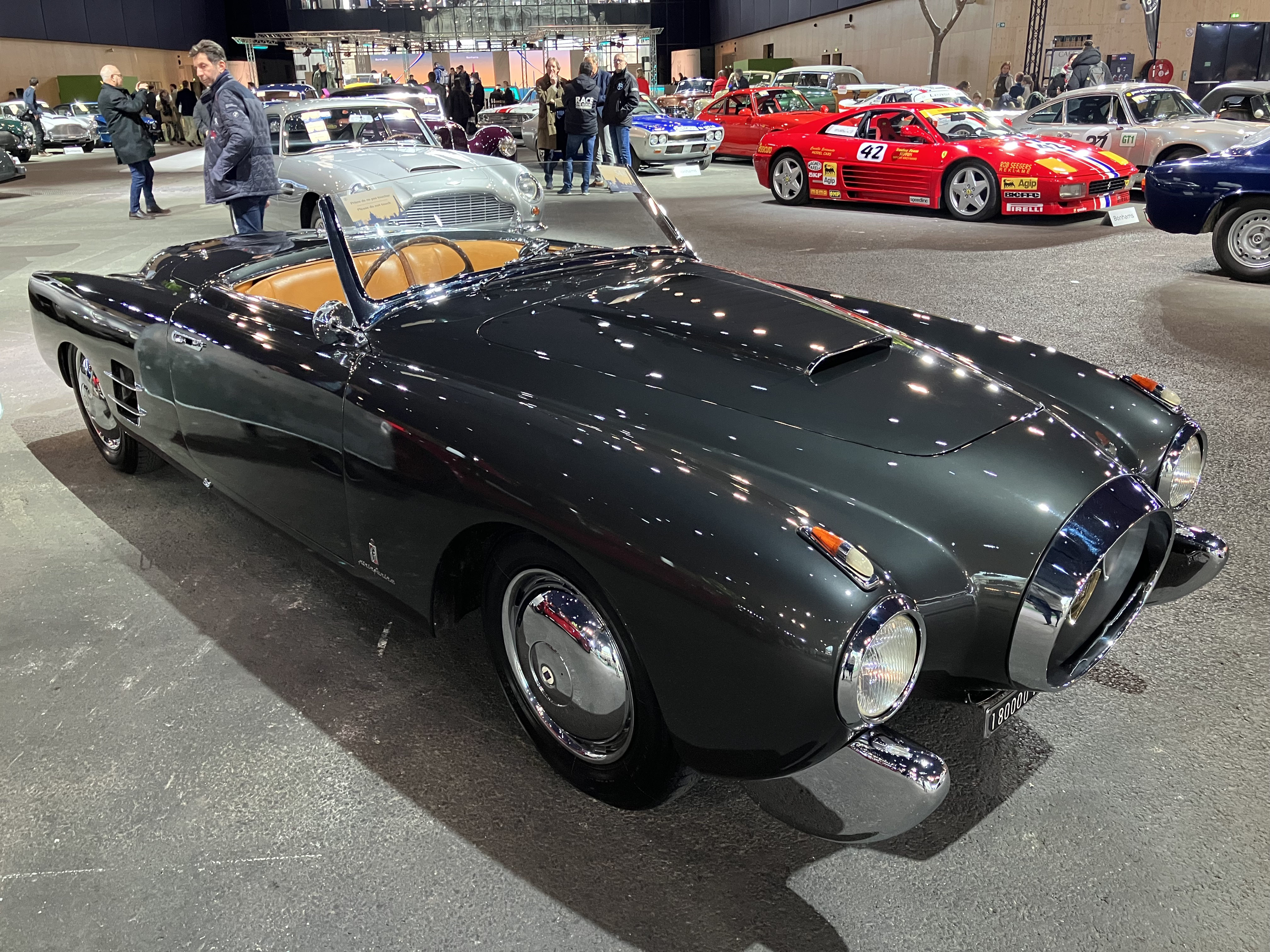
B52 PF200 Spider